# بصيرا
بصيرا، هي قرية تقع في محافظة الطفيلة في الأردن. تبعد عن العاصمة عمان 180 كلم. في حين تبعد عن مركز محافظة الطفيلة 23 كيلومتر إلى الجنوب. يقع بالقرب منها موقع بصيرا الأثري الذي يفترض بأنه كان مركزاً لحضارة الأدوميين وعاصمة ممتلكاتهم في المشرق. ويعني اسمها في جذرها العربي الدرع أو الترس، وهي في طبيعة موقعها وتحصينها بالجبال تتشابه مع هذا الوصف، وقد وصفتها بعض المصادر الغربية بأنها «المعقل الطبيعي»، فهي من طبيعتها محمية بالوديان من ثلاث جهات، ولها مخرج ومدخل واحد إلى الشرق مما زاد في تحصينها ومنعتها.

## قرية بصيرا الحديثة
القرية صغيرة الحجم، ويصل تعداد سكانها إلى 20 ألف نسمة وبها عدد من المدارس أقدمها هي مدرسة بصيرا الثانوية للبنين والتي أنشأت بسنة 1934 أيام العهد الأميري للأردن. يوجد بها مركز شباب بصيرا والذي تمت إقامته على قطعة أرض حرجية من أراضي قرية بصيرا بمساحة  6 دونمات. وتتميز هذا القرية بأشجار الزيتون والعنب والرمان بل ويوجد أشجار معمرة كشجرتي الأرز التي قدر أعمارهما ب500 عام وشجرة بطم عمرها 1000 عام. يعمل أهالي القرية بالوظائف العامة والزراعة.

## موقع بصيرا الأثري
يقع الموقع الأثري في الطرف الشمالي الغربي للقرية الحديثة. وتم العثور به على العديد من الآثار التي تعود إلى عصور مختلفة أقدمها يعود إلى العصر الحديدي. وهي بالقرب من الموقع الذي وجدت به المسلة البابلية الوحيدة في الأردن والتي تصور للملك البابلي «نبو نيد»  وهو يحمل في يديه الصولجان الملكي، ويفسر ذلك النقش بأنه تم أثناء ذهاب الملك نبو نيد إلى تيماء ليقضي بها عشر سنوات من 553 ق.م إلى 543 ق.م لأسباب غير معروفة.
بدأت التنقيبات في الموقع في السبعينيات من القرن الماضي، التي حاولت ربط الموقع بالعصور الحديدية الأولى، أي إلى ما قبل القرن الثامن ق.م. بما يتناسب مع دراسات علم الآثار التوراتي في القرن التاسع عشر، إلا أن دراسات أحدث خلصت إلى أن القطعِ الفخارية والأثرية لا تتجاوز القرن السابع ق.م. يختصر دارسو علم الآثار التوراتي الكثير من تاريخ الموقع بربطه بموقع ورد ذكره في العهد القديم، وإن كان الموقع ملائماً للزمن المفترض لأحداث روايات النصوص المقدسة، إلا أنه يشمل أكثر من ذلك كما يظهر.
كانت أحدث التنقيبات التي تمت في الموقع بسنة 2009، وخلصت إلى وجود بقايا لجدران منازل سكنية وكنيسة ومعاصر عنب وزيتون وبعض الأبراج ومقابر وآبار جمع المياه. إضافة إلى ما سبق، يوجد في الموقع آثار من العصور الإسلامية الأولى من مثل ضريح قديم، أو مقام، ينسب إلى الحارث بن عمير الأزدي.